# SAP Business ByDesign
SAP Business ByDesign（エスエイピー・ビジネス・バイデザイン）はドイツのソフトウェア大手SAP社のクラウドネイティブ型のERPソフトウェアサービスである。

## 概要
SAP Business ByDesignはSAPのSAP Cloud Platformを標準プラットフォームとして採用したSaaS型のクラウドネイティブERPであり、中小企業および大企業の子会社での利用に適したERPである。SAPが提供するSAP S/4HANAやSAP Business All-in-One、SAP Business Oneなどの複数のERPのラインナップの1つであり、主に従業員数100人から500人の企業に焦点を絞ったサービスである。グローバルでは2007年に発表され、日本語版は2013年11月から提供されている 日本を含む世界117か国で提供され、2018年時点で約3,700社に導入されている。
会計管理、人事管理、購買管理、生産管理、販売管理など36の業務プロセスに対応している。

## 特徴
SAP Business ByDesignの最大の特徴はSaaS型のERPサービスであるため、従来のオンプレミス型のERPパッケージと比較して、導入までに要する期間が短くでき、初期導入コストが安い点である。料金は初期費用のほか、ユーザー数に応じたユーザーライセンス体系で課金される。
導入形態としてはシングルおよびマルチテナントの両方がサポートされている。ユーザビリティやレポーティングなどのアナリティクス機能も強化されているほか、Microsoft Excelとの統合が図られている。
SAPはSAP Business ByDesignを「2層ERP」のコンセプトに適したサービスであり、本社等の拠点に導入済のメインERP（1層目）を利用しつつ、その他拠点に当該ERPを短期間かつ低コストで導入可能なERP（2層目）として利用することでグループ全体での最適化を図れるとしている。SAPと日本電気 (NEC) はSAP Business ByDesignの販売で協業を締結しており、「2層ERP」の2層目のERPとしての拡販に力を入れている。NEC自体も「2層ERP」に基づき自社のグループ企業に対してSAP Business ByDesignを採用している。
SAPの日本法人であるSAPジャパンも中堅・中小企業へのSAP Business ByDesignの販売を強化しており、2017年4月から営業体制を強化している。